# Боливар (футболист)

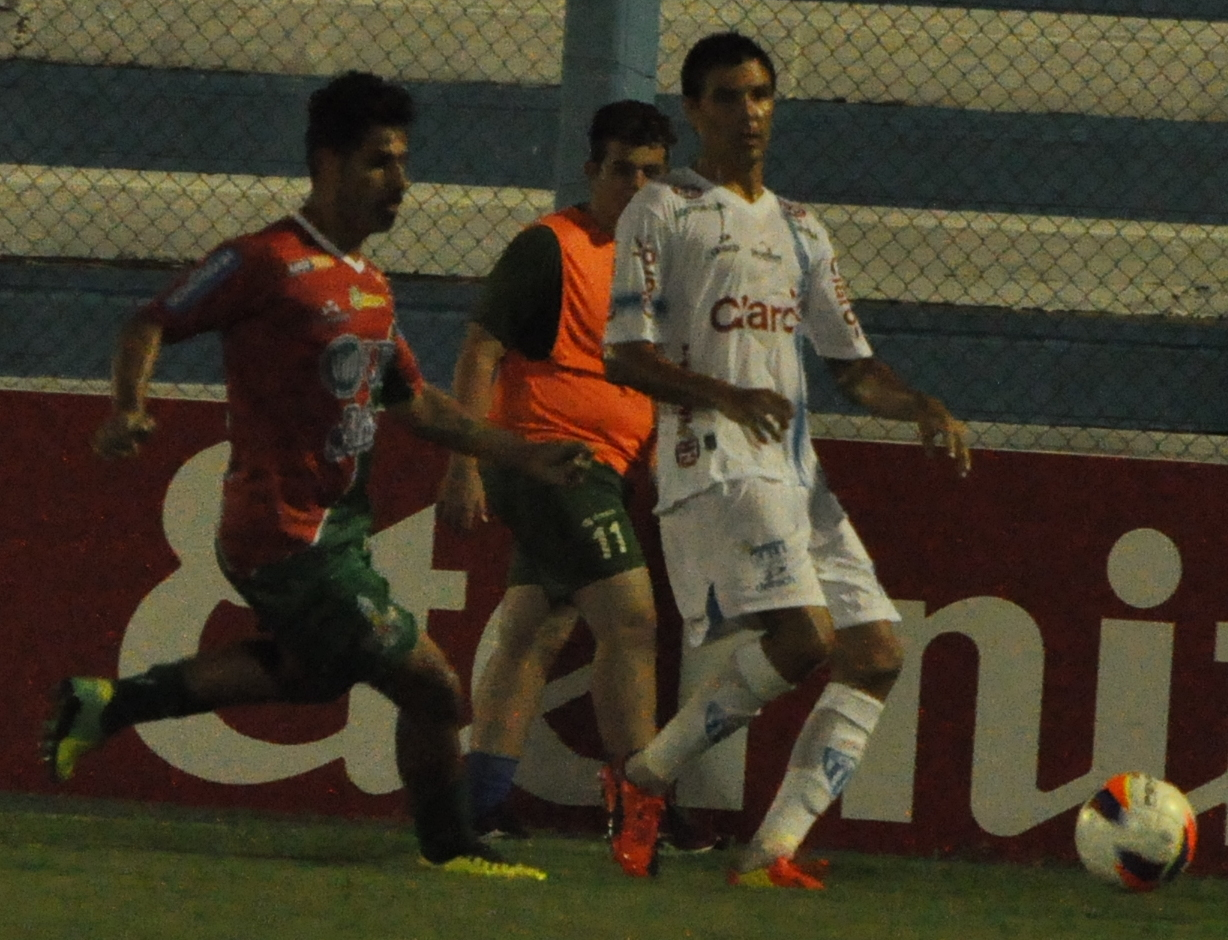
Фабиан Гедес в 2015

Фабиан Гедес (порт.-браз. Fabian Guedes; род. 16 августа 1980, Санта-Крус-ду-Сул, Риу-Гранди-ду-Сул), более известный как Боли́вар (порт.-браз. Bolívar) — бразильский футболист и футбольный тренер. В течение игровой карьеры выступал на позиции защитника.

## Биография
Отец Фабиана, Боливар Модуалдо Гедес, был профессиональным футболистом, выступал с 1973 по 1991 год за «Гремио» и ряд более скромных команд. В 1972 году в составе сборной Бразилии принял участие в Олимпийских играх в Мюнхене.
Фабиан Гедес, которого с детства называли Боливаром за свои лидерские качества, начал заниматься футболом в команде «Гуарани» из Венансиу-Айриса из того же мезорегиона штата Риу-Гранди-ду-Сул, где родился сам Фабиан. В 1999 году стажировался в молодёжной академии «Гремио», а затем вернулся в «Гуарани», где дебютировал за основную команду в 2000 году, однако сама команда не участвовала в общенациональных турнирах, ограничиваясь первенством штата.
Ещё будучи игроком молодёжного состава, левый защитник привлёк к себе внимание одного из сильнейших клубов Бразилии, «Интернасьонала», который в 2003 году, наконец, приобрёл Боливара. Игрок довольно быстро приспособился к игре «Интера», где стал выступать на позиции центрального защитника. К 2006 году он уже был одним из основных защитников «колорадос» и внёс большой вклад в победу «Интера» в Кубке Либертадорес 2006.
После победы в Кубке Либертадорес Боливар отправился в Европу. За два сезона в «Монако» Боливар провёл порядка 6 десятков матчей, а в 2008 году защитник вернулся в «Интернасьонал». В середине 2010 года был выбран в качестве капитана своего клуба. Завоевал с «Интером» Южноамериканский кубок в 2009 году и выиграл свой второй Кубок Либертадорес в 2010 году. Боливар отметился победным забитым голом в ворота «Гвадалахары» в первом финальном матче этого турнира (2:1).
В декабре 2015 года Боливар объявил о завершении карьеры футболиста. В настоящий момент занимается предпринимательством, а с 2018 года — и тренерской работой.

## Достижения
- Обладатель Кубка Бразилии (1): 2001
- Чемпион штата Рио-де-Жанейро (1): 2013
- Чемпион штата Риу-Гранди-ду-Сул (6): 2001, 2003, 2004, 2005, 2011, 2012
- Обладатель Кубка Либертадорес (2): 2006, 2010
- Обладатель Южноамериканского кубка (1): 2008
- Обладатель Рекопы Южной Америки (1): 2011
- Обладатель Кубка банка Суруга (1): 2009